# Theodor Werner
Theodor Werner (Jettenburg, 14 februari 1886 - München, 15 januari 1969) was een Duits schilder. Hij was vooral gekend voor zijn abstracte kunst die voort bouwde op de kubisten en werken van Cézanne. 

## Biografie
Werner studeerde aan de kunstacademie te Stuttgart en verbleef nadien te Parijs tot aan het begin van de WOI. Tussen 1930 en 1935 woonde hij opnieuw in Parijs. Hij was er bevriend met Braque en Miró. 

## Eerbetoon
- 1951 - Berliner Kunstpreis
- 1953 - Internationale Lissone prijs (Milaan)
- 1953 - Kritikerpreis (Stad Berlijn)
- 1954 - Kritikerpreis (Stad Berlijn)
- 1962 - Oberschwäbischer Kunstpreis

- Bibliothèque nationale de France: cb150653244 (data)
- Gemeinsame Normdatei: 118631519
- International Standard Name Identifier: 0000 0000 6631 2913
- Library of Congress Control Number: n94071011
- Nationale Bibliotheek van Israël: 987007441943805171
- Nederlandse Thesaurus van Auteursnamen: 068578202
- RKD-Nederlands Instituut voor Kunstgeschiedenis: 83705
- Système universitaire de documentation: 237843781
- Trove: 1196510
- Union List of Artist Names: 500021881
- Virtual International Authority File: 45095637
- WorldCat: E39PBJkdjC8KHDG3CB8jbCtFrq